# Gemini 3
Gemini 3 byl kosmický let s posádkou, který se uskutečnil 23. března 1965 v rámci amerického kosmického programu Gemini. Měl sériové označení GLV-3 12558, v katalogu COSPAR 1965-024A a jednalo se o první pilotovaný let tohoto programu, třináctý let ze Země.

## Posádka
- Virgil Grissom (2), velící pilot
- John Young (1), pilot[1]

V závorkách je uvedený dosavadní počet letů do vesmíru včetně této mise.

## Záložní posádka
- Wally Schirra, velící pilot
- Thomas Stafford, pilot

## Průběh letu
Téměř pět hodin trval první pilotovaný let dvoumístné lodě USA po orbitální dráze Země na jaře roku 1965. Cílem letu bylo prověřit manévrovací schopnosti kosmické lodi. Start proběhl s pomocí rakety Titan 2 GLV z mysu Canaveral na Floridě, na palubě Gemini 3 byla dvojice astronautů – velící pilot Virgil Grissom a pilot John Young.
Po 98 minutách letu vyzkoušel Grissom ovládání lodi. Provedl zážeh manévrovacích motorů a změnil dráhu lodě z původní eliptické 224 – 161 km na téměř kruhovou dráhu (155 – 168 km). Při třetím obletu provedl pilot Young další sérii motorických manévrů, při nichž změnil parametry dráhy letu na 80 – 155 km. Poté byl odhozen modul lodi s manévrovacími motory a byly zapáleny brzdící motory.
Astronauti během letu pořídili řadu fotografií, provedli menší biologické experimenty (oplodnění vajíček mořského ježka). Měli přidělen volací znak Molly Brown a spojení s řídícím střediskem udržovali přes stacionární družici Syncom 2.

## Závěr letu

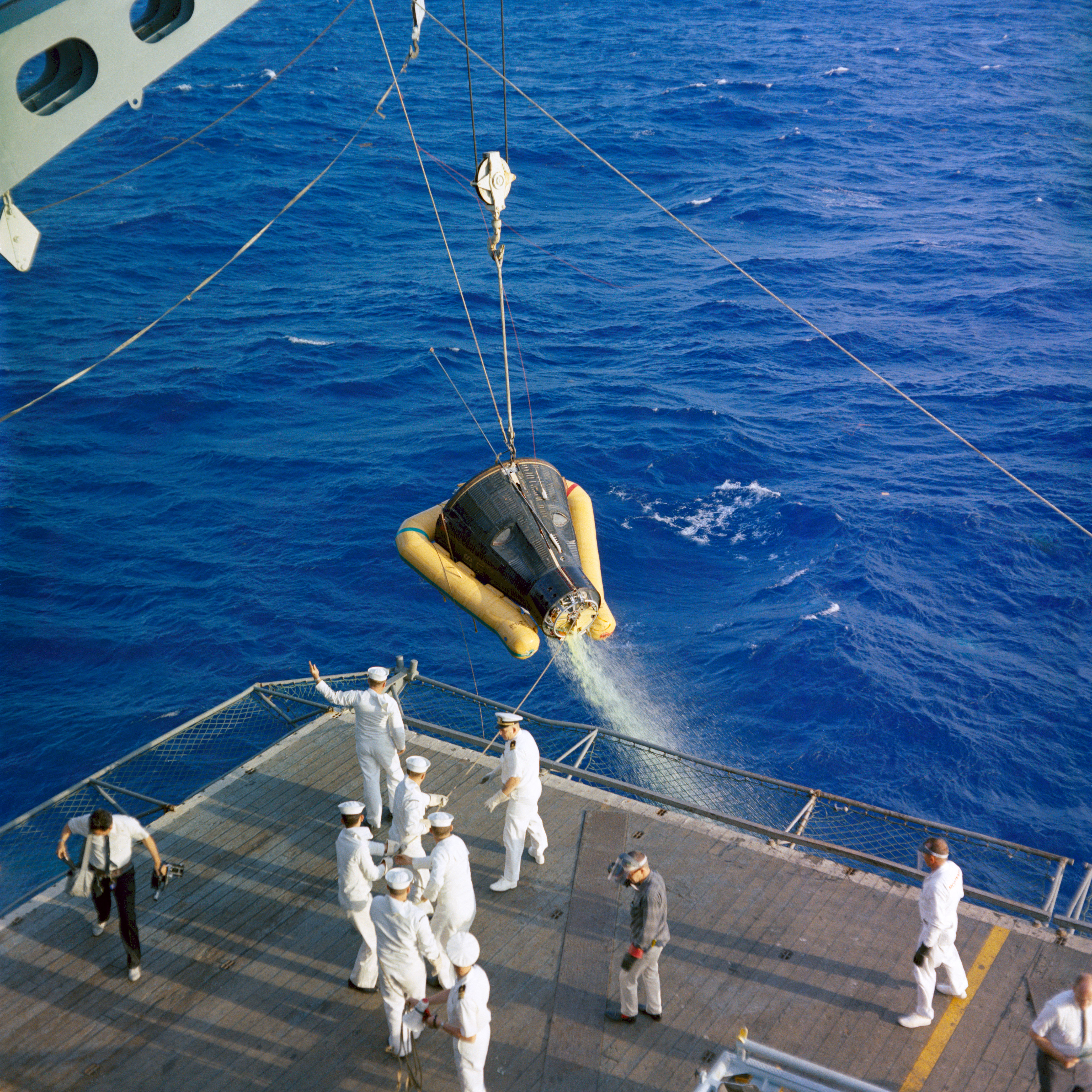
Vyzvednutí kabiny Gemini 3 na palubu USS Interpid

Astronauti přistáli poněkud prudčeji na hladině Atlantského oceánu, takže Grissom si prorazil přilbu a šrám na tváři získal i Young. Protože je padák stahoval s kabinou pod hladinu, museli jej nouzově odpojit. Poté byli vyloveni lodí USS Intrepid poblíž ostrova Grand Turk v Atlantiku. Mise byla hodnocena jako úspěšná.